# Matthias Werner (Historiker)

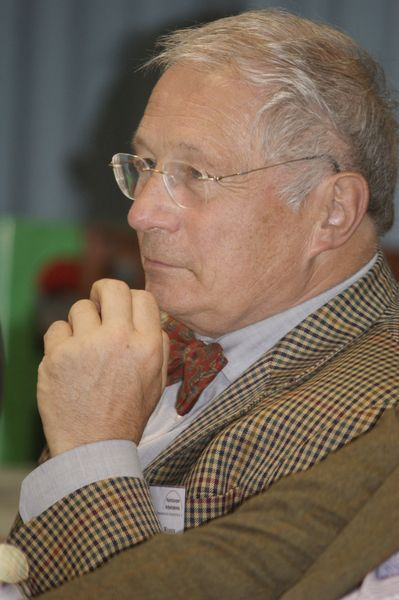
Matthias Werner im Jahr 2012, aufgenommen von Werner Maleczek auf einer Reichenau-Tagung des Konstanzer Arbeitskreises für mittelalterliche Geschichte

Matthias Werner (* 23. Januar 1942 in Straßburg) ist ein deutscher Historiker. Er gilt als Experte der mittelalterlichen Kirchen-, Kloster- und Frömmigkeitsgeschichte. 

## Leben und Wirken
Der Sohn des Frühmittelalterarchäologen Joachim Werner legte 1960 am Maximiliansgymnasium München die Reifeprüfung ab. Er studierte von 1960 bis 1967 Geschichte, Latein und Philosophie an den Universitäten München, Freiburg, Berlin (FU), Marburg und Göttingen. 1967 legte er das Staatsexamen in den Fächern Geschichte, Latein und Philosophie an der Universität Marburg ab. Dort wurde er 1971 bei Walter Schlesinger promoviert mit einer Arbeit über den Lütticher Raum in frühkarolingischer Zeit. Von 1971 bis 1984 war Werner wissenschaftlicher Angestellter, Akademischer Rat und Oberrat. Während seiner Tätigkeit am Hessischen Landesamt für geschichtliche Landeskunde in Marburg erfolgte 1982 auch die Habilitation. Von 1984 bis 1993 lehrte er Mittelalterliche Geschichte an der Universität zu Köln, zum Sommersemester 1993 wurde er auf den Lehrstuhl für Mittelalterliche Geschichte und Thüringische Landesgeschichte an der Friedrich-Schiller-Universität Jena berufen. Im Jahr 2007 erfolgte seine Pensionierung. 
Zu seinen Forschungsschwerpunkten zählen die Geschichte des frühen Mittelalters, die Landesgeschichte Thüringens, Hessens, Lothringens und der Rheinlande im Mittelalter, die religiösen Bewegungen im Mittelalter, die Genese des thüringischen Landesbewusstseins, die Herrschaftsbildung der Ludowinger als Landgrafen und ihre Rolle im Reich, die spätmittelalterliche Landesgeschichtsschreibung und Hagiographie. Werner ist Mitglied in der Historischen Kommission für Hessen (1981), der Gesellschaft für Rheinische Geschichtskunde (1985), der Historischen Kommission für Thüringen (1994), der Historischen Kommission für Sachsen-Anhalt (1995), des Konstanzer Arbeitskreises für mittelalterliche Geschichte (seit 1995), der Sächsischen Akademie der Wissenschaften (1996) und der Akademie gemeinnütziger Wissenschaften zu Erfurt (2002). 
Werner war an der Konzeption und Durchführung einer Tagung anlässlich des 750. Todestags Heinrich Raspe im September 1997 auf der Wartburg wesentlich verantwortlich. Die Ergebnisse dieser Tagung wurden von Werner 2003 als Sammelband herausgegeben. Im April 2000 organisierte er eine Reichenau-Tagung des Konstanzer Arbeitskreises für mittelalterliche Geschichte mit dem Thema „Spätmittelalterliches Landesbewußtsein in Deutschland“. Die Ergebnisse der Frühjahrstagung 2000 wurden 2005 veröffentlicht. Im Jahr 2007 war er zuständig für große Teile der Ausstellung Elisabeth von Thüringen. Am 30. April 2008 wurde er durch den Ministerpräsidenten des Freistaats Thüringen mit dem Thüringer Verdienstorden ausgezeichnet.

## Schriften (Auswahl)
Monographien
- Der Lütticher Raum in frühkarolingischer Zeit. Untersuchungen zur Geschichte einer karolingischen Stammlandschaft (= Veröffentlichungen des Max-Planck-Instituts für Geschichte. Bd. 62). Vandenhoeck & Ruprecht, Göttingen 1980.
- Die Gründungstradition des Erfurter Petersklosters (= Vorträge und Forschungen. Sonderbd. 12). Thorbecke, Sigmaringen 1973, ISBN 3-7995-6672-4 (online).

Herausgeberschaften
- Spätmittelalterliches Landesbewußtsein in Deutschland (= Vorträge und Forschungen. Bd. 61). Thorbecke, Ostfildern 2005, ISBN 3-7995-6861-1 (online).
- Heinrich Raspe – Landgraf von Thüringen und römischer König (1227–1247). Fürsten, König und Reich in spätstaufischer Zeit (= Jenaer Beiträge zur Geschichte. Bd. 3). Lang, Frankfurt am Main 2003, ISBN 3-631-37684-7.